# Phyl Rendell
Phyllis Mary Rendell (de soltera Oliver) es una política de las Islas Malvinas que ha servido como miembro de la Asamblea Legislativa para el distrito de Camp desde las elecciones generales de 2013 hasta 2017.

## Biografía
Rendell nació como Phyllis Mary Oliver hija del agricultor John Oliver en Pradera del Ganso y asistió a la Escuela Internado en Puerto Darwin antes de completar su educación en Derbyshire, e ir a estudiar en Goldsmiths, University of London. Luego volvió a Puerto Argentino/Stanley para trabajar como profesora.
En la década de 1970 conoció y se casó con Mike Rendell, británico que se encontraba en las islas como parte de la Naval Party 8901 de los Infantes Reales de Marina. En 1984 se convirtió en directora del Departamento de Educación del Camp en el gobierno de las Islas Malvinas y luego Directora de Educación en 1988. En 1988 fue presidenta del Desire the Right Party, partido político malvinense fundado en 1987. Fue representante de las Malvinas durante las negociaciones entre Argentina y el Reino Unido en Buenos Aires en 1995 y Londres en 1996 sobre la exploración petrolera en el Atlántico Sur.
Rendell pasó a ser nombrada directora de petróleo, y más tarde directora de Recursos Minerales, se retiró en 2012 para convertirse en presidenta del Foro del Medio Ambiente de Hidrocarburos marinos de las Malvinas. En enero de 2013 Rendell fue nombrada miembro de la Orden del Imperio Británico con honores por sus servicios a los intereses británicos de las Islas Malvinas. Fue elegida miembro de la Asamblea Legislativa en noviembre de 2013.